# Sericia layardi
Sericia layardi là một loài bướm đêm trong họ Erebidae.